# Pattinaggio di velocità ai VI Giochi olimpici invernali - 500 m maschile
La competizione dei 500 m maschili di pattinaggio di velocità dei VI Giochi olimpici invernali si è svolta il giorno 16 febbraio 1952  sulla pista del Bislett Stadion a Oslo. 

## Risultati
| Pos.    | Atleta                | Nazione       | Tempo  |
| ------- | --------------------- | ------------- | ------ |
| Oro     | Kenneth Henry         | Stati Uniti   | 43"2   |
| Argento | Donald McDermott      | Stati Uniti   | 43"9   |
| Bronzo  | Gordon Audley         | Canada        | 44"0   |
| Bronzo  | Arne Johansen         | Norvegia      | 44"0   |
| 5       | Finn Helgesen         | Norvegia      | 44"0   |
| 6       | Hroar Elvenes         | Norvegia      | 44"1   |
| 6       | Kiyotaka Takabayashi  | Giappone      | 44"1   |
| 8       | Gerardus Maarse       | Paesi Bassi   | 44"2   |
| 8       | Toivo Salonen         | Finlandia     | 44"2   |
| 10      | Sigmund Søfteland     | Norvegia      | 44"3   |
| 11      | John Werket           | Stati Uniti   | 44"5   |
| 12      | Masanori Aoki         | Giappone      | 44"8   |
| 12      | Mats Bolmstedt        | Svezia        | 44"8   |
| 12      | Frank Stack           | Canada        | 44"8   |
| 15      | Robert Fitzgerald     | Stati Uniti   | 44"9   |
| 15      | Sukenobu Kudo         | Giappone      | 44"9   |
| 15      | Craig MacKay          | Canada        | 44"9   |
| 18      | Tsuneo Sato           | Giappone      | 45"2   |
| 19      | Cornelis van der Elst | Paesi Bassi   | 45"3   |
| 19      | Willem van der Voort  | Paesi Bassi   | 45"3   |
| 21      | Norman Holwell        | Gran Bretagna | 45"4   |
| 21      | Kalevi Laitinen       | Finlandia     | 45"4   |
| 23      | Gunnar Ström          | Svezia        | 45"6   |
| 24      | Kauko Salomaa         | Finlandia     | 45"7   |
| 25      | Stig Lindberg         | Svezia        | 45"9   |
| 25      | Franz Offenberger     | Austria       | 45"9   |
| 25      | Enrico Musolino       | Italia        | 45"9   |
| 28      | Ferenc Lőrincz        | Ungheria      | 46"1   |
| 29      | Colin Hickey          | Australia     | 46"2   |
| 30      | Ralf Olin             | Canada        | 46"5   |
| 31      | Bengt Malmsten        | Svezia        | 46"6   |
| 32      | József Merényi        | Ungheria      | 46"7   |
| 33      | Theodor Meding        | Germania      | 46"8   |
| 34      | William Anthony Jones | Gran Bretagna | 46"9   |
| 35      | Robert Laboubée       | Belgio        | 47"2   |
| 36      | Konrad Pecher         | Austria       | 47"3   |
| 37      | Arthur Mannsbarth     | Austria       | 47"6   |
| 38      | Guido Citterio        | Italia        | 48"2   |
| 39      | Jean Massez           | Belgio        | 49"2   |
| -       | Jan Charisius         | Paesi Bassi   | Caduto |
| -       | Lauri Parkkinen       | Finlandia     | Caduto |